# 達維季夫卡 (霍羅希夫市鎮)
50°31′37″N 28°24′36″E / 50.52694°N 28.41000°E
達維季夫卡（烏克蘭語：Давидівка），是烏克蘭中部的城鎮，隸屬日托米爾州日托米爾區霍罗希夫市镇，面積32.37平方公里，2001年人口639，人口密度每平方公里19.74人。